# Didier Philippe-Gérard
Ne doit pas être confondu avec Michel Berny.
Pour les articles homonymes, voir Bloch, Philippe, Gérard et Barny.
Didier Philippe-Gérard, de son vrai nom Didier Bloch, dit aussi Michel Barny ou Michael Barny (né en 1949), est un réalisateur français qui contribue à l'âge d'or du cinéma pornographique français à compter de 1975.

## Biographie
Né en 1949, il est le fils du compositeur de musiques de films et de chansons Philippe-Gérard. Il débute très tôt dans le métier, d'abord comme assistant, puis comme responsable des effets spéciaux en 1975 sur le tournage du film le Sexe qui parle de Claude Mulot produit par Francis Leroi. Il passe ensuite à la réalisation avec le fameux Mes nuits avec... Alice, Pénélope, Arnold, Maude et Richard, parodie coquine de La Grande Bouffe.  
De 1975 à 1978, œuvrant pour les productions Cinéma plus de Francis Leroi, il réalise nombre de films légers et sympathiques en faisant preuve d'humour et de légèreté dans le choix ou l'écriture de ses scénarios. De cette époque, l'on retiendra par exemple Les hôtesses du sexe en 1977, dans lequel on voit de jeunes suédoises apprendre la langue française au lit et la mettre ensuite en pratique sur une ligne aérienne offrant des prestations très spéciales.    
À partir de 1982 il travaille pour VMD, la maison de production de Marc Dorcel, où il réalise une quinzaine de films. En 1985, il lance en France Teresa Orlowski avec Térésa, la femme qui aime les hommes qui est un gros succès commercial, dirige Tracey Adams dans les Charmes secrets de miss Todd en 1988, et Laure Sinclair dans la Ruée vers Laure en 1997. 
Depuis, il se consacre essentiellement à l'écriture de scénarios pour Marc Dorcel et réalise divers travaux, notamment de l'écriture de comédies, pour la télévision. De janvier 1982 à février 2025, il a été le compagnon de l'actrice Marilyn Jess avec qui il a eu deux enfants.

## Style
Outre son goût pour les scènes explicites bien léchées, Michel Barny est avant tout un humoriste un peu cynique.
Délires ! ou Délires porno (1976) est un pastiche porno de Le Magnifique de Philippe de Broca avec Jean-Paul Belmondo. Avec des touches de blaxploitation. Sorti le 12 janvier 1977, ce film connut une très belle carrière dans les salles avec 103 000 entrées à Paris en neuf semaines.
Les Hôtesses du sexe /Sex air lines (1977), encore produit par Francis Leroi et tourné en trois semaines, propose une grande variété de copulations, avec même une scène gay qui a pu choquer dans un film porno hétéro. Il est aussi remarqué pour une scène de zoophilie et une auto-fellation d'un contorsionniste. Ce long métrage réunit 102 000 spectateurs à Paris en trois mois. Ce sera pourtant le dernier film de Michel Barny tourné en pellicule 35mm, les suivants étant réalisés en vidéo.

## Filmographie (sélection)
- Journal d'une infirmière (1998)
- La Ruée vers Laure (1997)
- Sexy Zap (1995) Série télévisée
- Erotic Fantasies (1985)
- Térésa, la femme qui aime les hommes (1985)
- Les Faveurs de Sophie (1984)
- Tendre Corinne (1984)
- Ladies Deluxe (1981)
- Hôtel bon plaisir (1981)
- Ma cousine de Paris (1981)
- Une Femme honnête (1978)
- Les Hôtesses du sexe (1977)
- Délires ! (1976)
- Mes nuits avec... Alice, Pénélope, Arnold, Maude et Richard (1976)

### Assistant réalisateur
- 1971 : La Saignée  de Claude Mulot
- 1976 : Échanges de partenaires de Frédéric Lansac
- 1977 : La Grande Baise de Frédéric Lansac
- 1977 : Belles d'un soir de Frédéric Lansac
- 1980 : La Femme objet de Frédéric Lansac
- 1980 : L'Immorale (film, 1980) de Claude Mulot
- 1980 : Les Petites Écolières de Claude Mulot (Frédéric Lansac)